# Kuala Kereutou
Kuala Kereutou is een bestuurslaag in het regentschap Aceh Utara van de provincie Atjeh, Indonesië. Kuala Kereutou telt 772 inwoners (volkstelling 2010).